# Apple Public Source License
Pour les articles homonymes, voir APSL.
L'APSL (Apple Public Source License) est une licence dérivée de la MPL résultant d'un travail collaboratif entre Apple et la fondation FSF pour produire une licence libre.
C'est une licence approuvée par la FSF dans ses versions 1 et 2 (la version 2 a été publiée le 29 juillet 2003) cependant la FSF ne recommande pas d'utiliser le code pour de nouveaux projets Open-Source car elle n'est pas compatible avec la licence GPL. Une des clauses implique notamment que tout projet dérivé des sources soit redistribué, ce que la FSF compare à la licence GNU AGPL.
Apple publie parfois certains logiciels sous une licence Apache plus libre quand il souhaite qu'ils soient adoptés par la communauté du libre. C'est notamment le cas de Bonjour et ZeroConf.

## Liens
- Le texte de la licence, chez Apple
- Opinion de la FSF sur la Apple Public Source License (APSL) 2.0
- L'avis de la FSF (Anglais)